# Mord im Orient-Expreß (1974)
Mord im Orient-Expreß (Originaltitel Murder on the Orient Express) ist ein britischer Kriminalfilm des Regisseurs Sidney Lumet aus dem Jahr 1974 nach dem gleichnamigen Roman von Agatha Christie aus dem Jahr 1934. Gleichnamige Filme erschienen 2001, 2010 und 2017.

## Handlung
Der Film beginnt mit einer Collage aus Szenen, Zeitungsausschnitten und Kommentaren über den Fall eines kleinen Mädchens namens Daisy Armstrong. Dieses wird im Jahr 1930 in den USA aus dem Hause ihrer Eltern, reicher und hoch angesehener Bürger, entführt und trotz Zahlung des Lösegeldes später ermordet aufgefunden.
Fünf Jahre später: Der belgische Detektiv Hercule Poirot hat gerade in Jordanien einen Fall abgeschlossen und reist übers winterliche Istanbul zurück nach London. Als er ein Abteil im Kurswagen Istanbul-Calais des nächsten Orient-Expresses möchte, stellt sich heraus, dass der Zug ausgebucht ist. Mit Hilfe seines Freundes Signor Bianchi, des Direktors der Compagnie Internationale des Wagons-Lits (CIWL), erhält Poirot doch noch einen Platz im Schlafwagen. Im Speisewagen macht Samuel Ratchett dem Detektiv ein äußerst lukratives Angebot, ihn zu beschützen. Ratchett gibt an, dass er regelmäßig Morddrohungen erhalte und deshalb nur noch mit einer Waffe unter dem Kissen schlafe. Poirot lehnt das Angebot ab. 
Nachts wird Poirot mehrmals von merkwürdigen Geräuschen geweckt. Am nächsten Morgen wird Ratchett tot aufgefunden, er ist mit zwölf Messerstichen ermordet worden. Poirot deutet die nächtlichen Geräusche im Nachhinein so, dass Ratchett um etwa 1:15 Uhr ermordet worden sein muss. 
Inzwischen ist der Expresszug auf freier Strecke zwischen Vinkovci und Slavonski Brod in Jugoslawien in einem heftigen Schneetreiben steckengeblieben. Keiner kann den Zug verlassen, auch der Mörder nicht. Der Telegraf streikt, und die jugoslawische Polizei kann nicht benachrichtigt werden. Daher wird Poirot von dem ebenfalls mitreisenden Eisenbahndirektor Bianchi um die Aufklärung des Falles gebeten, zumal jener hofft, durch die schnelle Aufklärung des Falles böse Schlagzeilen rund um den Orient-Express zu vermindern.
Im Abteil des Toten findet Poirot einen halb verbrannten Brief, aus dem er auf die wahre Identität des Toten schließen kann: Es handelt sich um den Mafioso und Schwerverbrecher Cassetti, der fünf Jahre zuvor der Drahtzieher hinter der Entführung von Daisy Armstrong war, sich jedoch durch Flucht einer gerechten Strafe in den Vereinigten Staaten entziehen konnte. Neben dem Tod der kleinen Daisy führte Cassinis Verbrechen zu weiteren Todesfällen: die Mutter von Daisy erlitt durch den Schock eine Fehlgeburt, woraufhin sie und das Baby starben. Der Vater von Daisy starb daraufhin durch Suizid. Ein Dienstmädchen, das fälschlicherweise der Mittäterschaft verdächtigt wurde, beging ebenfalls Suizid. 
Im Laufe der Ermittlungen verhört Poirot nicht nur alle Reisenden, sondern findet auch ein Taschentuch mit Monogramm, einen Pfeifenreiniger sowie eine Uniform eines Schlafwagenschaffners, jedoch gibt niemand zu, Besitzer dieser Dinge zu sein. 
Poirot präsentiert den Reisenden am Ende seiner Ermittlungen zwei Lösungen. Die erste und aus seiner Sicht einfachere Lösung ist, dass Cassetti von einem rivalisierenden Mafioso ermordet wurde. Die zweite Lösung ist seiner Meinung nach komplexer. Seinen Ermittlungen nach waren alle Reisenden in irgendeiner Form in Verbindung mit dem Hause Armstrong, ob als Angestellte, nahe Verwandte oder Freunde der Familie. Durch die Entführung oder deren Folge verloren sie alle einen geliebten Menschen. 
Die Erklärung dafür, dass es Poirot nicht möglich war, einen der zwölf verdächtigen Fahrgäste widerspruchsfrei als Täter zu identifizieren, ist die, dass sie alle den Mord gemeinschaftlich begingen: Alle Verdächtigen sind nacheinander durch das Abteil von Ratchett/Cassetti gegangen, und jeder hat einmal auf ihn eingestochen. Es handelt sich um die Großmutter Daisys (Mrs. Hubbard), die Tante und den Onkel (Gräfin und Graf Andrenyi, die zusammen einen Dolchstoß ausgeführt haben), um das Kindermädchen Daisys (Greta Ohlsson), um den Butler (Mr. Beddoes), die Köchin (Hildegard Schmidt), den Chauffeur (Mr. Foscarelli), die Sekretärin der Armstrongs (Miss Debenham), um die Patin (Prinzessin Dragomiroff), um einen Freund von Daisys Mutter (Mr. McQueen), um einen Freund von Daisys Vater (Col. Arbuthnot) sowie um den Vater (Schlafwagenschaffner Pierre Paul Michel) und den Freund (Mr. Hardman) des verstorbenen Dienstmädchens.
Poirot lässt keinen Zweifel daran, dass er diese Erklärung für die zutreffende hält, stellt Signor Bianchi aber vor die Wahl, welche Theorie er der jugoslawischen Polizei für diesen Fall präsentieren möchte: entweder die Geschichte von einem in den Zug eingedrungenen und als Schaffner verkleideten Unbekannten, der Ratchett im Auftrag der Mafia ermordet habe, oder die vom gemeinschaftlichen Mord der zwölf Reisenden. Bianchi entschließt sich dazu, der jugoslawischen Polizei die einfachere Lösung mit dem ominösen Fremden zu präsentieren. Der Zug wird aus dem Schnee befreit, und die Reisenden stoßen miteinander an – zum leichten Missfallen Poirots, der trotz Sympathien mit seinem Gewissen ringt.

## Hintergrund
Der Entführungsfall des Charles-Lindbergh-Babys in den 1930er Jahren stand Pate für den fiktiven Fall „Daisy Armstrong“. Charles Augustus Lindbergh jr., der Sohn des Flugpioniers Charles Lindbergh, war im März 1932 im Alter von 20 Monaten aus seinem Elternhaus entführt worden. Nach der Zahlung eines Lösegeldes in Höhe von 50.000 US-Dollar wurde das Kleinkind ermordet aufgefunden.
Ein bei den Eltern von Mrs. Lindbergh angestelltes Dienstmädchen wurde zu Unrecht der Komplizenschaft verdächtigt und beging nach sehr harschem Polizeiverhör Selbstmord. Dieser Zwischenfall diente Agatha Christie als Motiv für die Beteiligung des Schlafwagenschaffners Pierre Michel an der Ermordung von Ratchett/Cassetti, indem sie nach dem Vorbild des Dienstmädchens aus dem Lindbergh-Fall für den Roman das Dienstmädchen Paulette Michel – Tochter von Pierre Michel – schuf, das nach unrechtmäßiger Verdächtigung ebenfalls den Freitod wählte.
Der Fall Lindbergh war zur Zeit der Erstveröffentlichung von Mord im Orient Express im Januar 1934 noch unaufgeklärt. Erst im September 1934 wurde Bruno Hauptmann als mutmaßlicher Täter festgenommen. Obwohl im Laufe des folgenden Prozesses Zweifel aufkamen, wurde Hauptmann wegen Mordes 1935 schuldig gesprochen und 1936 hingerichtet.

## Entstehungsgeschichte
Die Figur des Direktors der CIWL, Signore Bianchi, heißt in der Romanvorlage Monsieur Bouc, der Butler Mr. Beddoes heißt bei Agatha Christie Edward Henry Masterman, der Mädchenname der Gräfin Andrenyi im Roman ist Goldenberg, nicht Grünwald. Ingrid Bergman sollte ursprünglich die Rolle der Prinzessin Dragomiroff übernehmen. Sie fand jedoch an der Rolle der schwedischen Missionarin größeren Gefallen und konnte dies auch gegenüber dem Regisseur durchsetzen. Letztlich bekam sie für diese Rolle den Oscar.
Die Innenaufnahmen wurden unter Zuhilfenahme von originaler Ausstattung der Waggons der CIWL in den EMI-Elstree-Filmstudios im britischen Borehamwood gedreht. Als Bahnhof in Istanbul diente eine Depothalle der CIWL auf dem Gelände des Bahnhofs Landy in der Nähe von Paris, diese Aufnahmen wurden nächtens gedreht. Die Außenaufnahmen des fahrenden Zuges wurden auf der bald nach Abschluss der Dreharbeiten stillgelegten Strecke zwischen Pontarlier und Gilley im Département Doubs gedreht. An der Straße neben dem Gleis sind die typischen französischen Meilensteine erkennbar.
Die Dampflokomotive des Zuges ist die 1922 gebaute Schnellzug-Lokomotive 230 G 353 der SNCF, die ehemalige PO 4353 der Compagnie du chemin de fer de Paris à Orléans; für die Zeit und die Baureihe untypisch führte sie ein Dreilicht-Spitzensignal. Dieser Typ wurde nie vor dem historischen Simplon-Orient-Express eingesetzt. Generell wurden stets Lokomotiven der jeweiligen Bahnverwaltungen eingesetzt, welche an den Staatsgrenzen gewechselt wurden und nie die ganze Zeit über vor dem Zug blieben.
Auch die Zusammensetzung des Wagenzuges ist in dieser Verfilmung nicht korrekt, es fehlen zum einen vier weitere (teilweise auch im Roman erwähnte) Schlafwagen, wie z. B. der Kurswagen von Athen nach Paris. Zum anderen wurde zu dieser Zeit kein Pullmanwagen im Simplon-Orient-Express eingesetzt. Der im Film gezeigte Speisewagen Nr. 4271 der CIWL wurde überhaupt erst 1955 von Breda gebaut und besaß zudem seit den 1960er Jahren nur mehr auf einer Seite eine Plattform, beim verwendeten Schlafwagen Nr. 3504 handelte es sich um einen Waggon der Type Lx. Dieser wurde vorwiegend im französischen Binnenverkehr eingesetzt.
Es wurden zum Dreh Filmkameras und Objektive von Panavision verwendet.
Für das Produzenten-Duo John Brabourne und Richard B. Goodwin war dieser Film der Auftakt zu drei weiteren Agatha-Christie-Kinoverfilmungen, nämlich Tod auf dem Nil (1978) und Das Böse unter der Sonne, in denen jeweils Peter Ustinov die Rolle des Hercule Poirot übernahm, sowie Mord im Spiegel (1980) mit Angela Lansbury als Miss Marple.

## Synchronisation
Die deutsche Synchronbearbeitung entstand 1975 in den Ateliers der Berliner Synchron GmbH in Berlin. Das Dialogbuch schrieb Hans Bernd Ebinger, Synchronregie führte Gert Günther Hoffmann.
| Figur                  | Darsteller         | Deutscher Sprecher     |
| ---------------------- | ------------------ | ---------------------- |
| Hercule Poirot         | Albert Finney      | Claus Biederstaedt     |
| Mrs. Hubbard           | Lauren Bacall      | Gisela Trowe           |
| Signor Bianchi         | Martin Balsam      | Martin Hirthe          |
| Greta Ohlsson          | Ingrid Bergman     | Dagmar Altrichter      |
| Gräfin Andrenyi        | Jacqueline Bisset  | Renate Küster          |
| Pierre Paul Michel     | Jean-Pierre Cassel | Harry Wüstenhagen      |
| Colonel Arbuthnot      | Sean Connery       | Gert Günther Hoffmann  |
| Mr. Beddoes            | John Gielgud       | Friedrich Schoenfelder |
| Prinzessin Dragomiroff | Wendy Hiller       | Ursula Krieg           |
| Hector McQueen         | Anthony Perkins    | Joachim Kerzel         |
| Mary Debenham          | Vanessa Redgrave   | Ute Meinhardt          |
| Hildegarde Schmidt     | Rachel Roberts     | Sigrid Lagemann        |
| Mr. Ratchett           | Richard Widmark    | Arnold Marquis         |
| Graf Andrenyi          | Michael York       | Thomas Danneberg       |
| Mr. Hardman            | Colin Blakely      | Klaus Sonnenschein     |
| Dr. Constantine        | George Coulouris   | Ernst Wilhelm Borchert |
| Antonio Foscarelli     | Denis Quilley      | Joachim Kemmer         |
| Aide-de-camp           | Jeremy Lloyd       | Lothar Blumhagen       |
| Concierge              | Vernon Dobtcheff   | Eric Vaessen           |

## Rezeption
Mord im Orient-Expreß erhielt ein gutes Presseecho, was sich auch in den Auswertungen US-amerikanischer Aggregatoren widerspiegelt. So erfasst Rotten Tomatoes größtenteils positive Besprechungen und ordnet den Film dementsprechend als „Zertifiziert Frisch“ ein. Laut Metacritic fallen die Bewertungen im Mittel „Grundsätzlich Wohlwollend“ aus. Es folgen einige repräsentative Pressestimmen:

„Opulente Verfilmung des Christie-Klassikers[;] kammerspielartige All-Star-Produktion mit feinen Charakterstudien[.] Wertung: sehr gut“

„Optisch brillante, ironisch getönte Verfilmung eines Romans von Agatha Christie. Eine heiter-parodistische Unterhaltung mit Hollywood-Touch und internationaler Star-Besetzung.“

„Elegant und stilvoll, ganz in der besten Agatha-Christie-Tradition.“

„Insgesamt ist Lumets Film wie der Schauplatz, der Pullman-Wagen im Orientexpress: gepflegt, luxuriös, und von beruhigend altmodischer Art.“

„Diese Wiederbegegnung mit Darstellergrößen […] macht den einzigen Reiz des Films aus.“

„Kein Reißer, sondern ein amüsantes Kammerspiel.“

1975 erhielt der Film sechs Oscar-Nominierungen:
- Albert Finney: männliche Hauptrolle
- Ingrid Bergman: weibliche Nebenrolle
- Geoffrey Unsworth: Kamera
- Tony Walton: Kostüme
- Richard Rodney Bennett: Musik
- Paul Dehn: Drehbuch

Ingrid Bergman gewann einen Oscar.

## Weitere Versionen
1955 wurde Hercule Poirot klärt den Mord im Orient-Express auf als siebte Folge der Fernsehserie Die Galerie der großen Detektive ausgestrahlt.
2001 wurde unter der Regie von Carl Schenkel ein Fernsehfilm für das US-amerikanische Fernsehen produziert, in dem Alfred Molina die Hauptrolle des Hercule Poirot übernahm. Die Handlung wurde in die Gegenwart versetzt. Trotz bekannter Schauspieler wie Alfred Molina, Meredith Baxter, Peter Strauss und Leslie Caron hatte diese Neuverfilmung wenig Erfolg bei Kritik und Publikum.
Als Teil der Reihe Agatha Christie’s Poirot wurde 2009 eine weitere Version mit David Suchet als Hercule Poirot produziert. Der Fernsehfilm unter der Regie von Philip Martin entstand für das englische ITV und das amerikanische WGBH Boston.
2015 strahlte das japanische Fernsehen eine Adaption von Agatha Christies Krimi Mord im Orient-Express aus.
Im November 2017 erschien eine sechste Verfilmung mit erneut großer Starbesetzung. Kenneth Branagh führte Regie und übernahm die Hauptrolle.

## Deutschsprachige Home-Video-Veröffentlichungen
- VHS: Mord im Orient-Express. VMP.
- DVD: Mord im Orient-Express. Kinowelt Home Entertainment 2003.
- Blu-ray: Agatha Christie's Mord im Orient-Express. Studiocanal 2017.

## Filmdokumentation
- Making „Murder on the Orient Express“. Video-Dokumentation von Laurent Bouzereau, USA 2004, 49 Minuten (enthalten auf der US-DVD-Veröffentlichung des Films).

## Soundtrack-Veröffentlichungen
- Richard Rodney Bennett: Murder on the Orient Express. Original Motion Picture Soundtrack. Es spielt das Royal Opera House Orchestra unter der Leitung von Marcus Dods. Auf: Poirot At the Movies. Music from the Agatha Christie Thrillers „Murder on the Orient Express“ & „Death On the Nile“. Cloud Nine Records / Silva Screen Records, London 1993, Tonträger-Nr. CNS 5007.
- Richard Rodney Bennett: Murder on the Orient Express. EMI Classics 7243 5 86168 2 2 (Wiederveröffentlichung aus dem Jahr 2004, auf der CD ist auch Bennetts Soundtrack Lady Caroline Lamb enthalten).